# 대한민국 군의문사진상규명위원회
군의문사진상규명위원회(軍疑問死眞相糾明委員會)는 대한민국의 옛 행정기관이자 위원회이다. 군의문사진상규명 등에 관한 특별법에 의거, 군에서 발생한 사망사고 중 의문이 제기된 사건에 대한 진상을 명확히 규명해 그 관련자의 피해와 명예를 회복하고 군에 대한 국민의 신뢰회복과 인권증진에 이바지하기 위해 대한민국 대통령 직속으로 설치되었다. 과거 대통령 직속으로 설치된 의문사진상규명위원회가 민주화 운동과 관련하여 공권력에 의하여 직접·간접적으로 사망하였다고 의심할 만한 상당한 사유가 있는 죽음의 진실을 규명할 목적으로 설치된 것과는 달리 군의문사진상규명위원회는 군의문사에 대한 진실을 규명하는 것이 목적이므로 서로 그 목적이 다르다. 2009년 12월 31일을 기해 활동이 종료되었다.

## 설립 과정
그동안 유가족 및 인권단체 등 군의문사 진상규명 활동 전개와 국가인권위원회 등 국가기관 및 사회단체에 진정, 군의문사 진상규명과 국가 책임 촉구 기자회견 및 대국민 서명운동 전개를 통해 국가인권위원회가 군의문사 진상규명에 관한 특별법 제정을 권고한 것으로 시작으로 대한민국 국회에서 군의문사 진상규명 등에 관한 특별법이 제정돼 2006년 대통령 직속으로 군의문사진상규명위원회가 설립되었다.
사무실은 서울 중구 롯데손해보험빌딩 10층에 마련하였다.

## 조사 대상
군의문사진상규명위원회는 군인, 경비교도대원, 전·의경, 의무소방대원으로서 복무하는 중 사망한 사람의 사망원인이 명확하지 아니하다고 의심할 만한 상당한 사유가 있는 사고 또는 사건 중 1993년 2월 25일부터 이 법 시행일 전일까지의 기간에 발생한 것과 그 전에 발생한 사고 또는 사건으로서 위원회에서 그 진상규명이 필요하다고 결정하여 조사대상으로 선정한 것을 조사한다. 다만 독립위원회인 진실화해를위한과거사정리위원회가 조사개시결정을 한 사건 제외한다.

## 조직 구성 및 업무
군의문사진상규명위원회는 장관급인 위원장 1인과 차관급인 상임위원 1인, 그리고 비상임위원 5인을 두어 권고, 각하, 기각과 그 밖에 군의문사에 대한 진상조사에 필요한 사항으로 대통령령이 정하는 사항과 군의문사 조사대상의 선정에 대한 결정을 한다. 이때 특별한 규정이 없는 한 재적위원 과반수의 찬성으로 의결한다. 또한 위원회의 사무를 처리하기 위하여 위원회에 사무국을 두며 사무국에 사무국장 1인 그 밖의 필요한 직원을 두어 업무를 처리한다. 사무처는 군의문사와 관련된 진정의 접수, 군의문사에 대한 진상조사, 군의문사에 대한 고발 · 수사의뢰, 관련자의 피해구제 및 명예회복 등의 요청 등의 업무를 처리한다. 사건에 대한 조사는 군의문사 진상규명 등에 관한 특별법에 의거 1년 이내에 완료해야 하며 필요에 따라 6개월에 한해 연장할 수 있다.

## 연혁 및 활동기한
- 2006년 1월 1일 - 대통령 직속으로 군의문사진상규명위원회 설치[1]
- 2006년 2월 22일 - 현판식 및 위원장·위원 임명장 수여
- 2006년 12월 31일 - 군의문사에 대한 진정접수 마감
- 2008년 12월 31일 - 법률에 따른 군의문사진상규명위원회 활동 마감 시한이었으나 군의문사진상규명에관한특별법 개정(일부개정 2008.12.31 법률 제9292호)으로 1년 연장
- 2009년 12월 31일 - 군의문사진상규명위원회의 활동이 종료되었다.

## 역대 위원장

### 위원장
- 초대 위원장 : 이해동(2006년 1월 1일 ~ 2008년 12월 30일)
- 제2대 위원장 : 윤원중(2009년 1월 20일 ~ 2009년 12월 31일)